# Евтух, Владимир Гаврилович

Могила В. Г. Евтуха

Владимир Гаврилович Евтух (бел. Уладзімір Гаўрылавіч Еўтух) (3 января, 1932, д. Заполье Кореличского района Гродненской области, Белорусская ССР — 7 апреля 2010, г. Минск) — советский государственный деятель, председатель Госстроя БССР, первый заместитель Председателя Совета Министров БССР, президент ЗАО «Инвест-Систем», депутат Верховного Совета БССР, народный депутат СССР.

## Биография
Владимир Гаврилович Евтух родился 3 января 1932 года в деревне Заполье Кореличского района Гродненской области, в Белорусской ССР. В 1939 году Владимир Евтух становится учеником начальной школы д. Заполье, в 1950 году заканчивает 10 классов Кореличской средней школы. С 1950 по 1953 годы курсант Московского военно-инженерного училища. По окончании училища ему присваивают звание лейтенанта и направляют в воинскую часть города Молодечно, где он служит командиром саперного взвода. В 1955 году увольняется из рядов Советской Армии по состоянию здоровья.
В 1962 году окончил Белорусский политехнический институт по специальности промышленное и гражданское строительство.
Трудовой путь Владимир Евтух начал в 1956 году, начав мастером завода сборного железобетона № 6 треста № 2 «Стройиндустрия». С 1960 по 1963 годы — начальник лаборатории, начальник цеха, производства домостроительного комбината № 1 Минпромстроя БССР. С 1963 по 1966 годы — заместитель заведующего отделом строительства и городского хозяйства Минского промышленного обкома КПБ, с 1965 года — заведующий отделом строительства и городского хозяйства Минского горкома КПБ. С 1966 по 1969 годы — управляющий строительным трестом № 4 Минпромстроя БССР города Минска. С 1969 по 1975 годы — заведующий отделом строительства и городского хозяйства ЦК КПБ. С 1975 по 1979 годы — заведующий сектором промышленного и транспортного строительства отдела строительства ЦК КПСС.
С 1979 по 1986 годы — председатель Госстроя БССР. С 1986 по 1990 годы — первый заместитель Председателя Совета Министров БССР.
С 1990 года — пенсионер (пенсия союзного значения с 1994 года за особые заслуги перед Республикой Беларусь). После ухода на пенсию продолжил трудовую деятельность. С 1991 по 1992 годы — советник Госстроя БССР. С 1992 по 1994 годы — президент Белорусской инженерно-коммерческой ассоциации застройщиков. С 1994 по 1996 годы — президент закрытого акционерного общества «Инвест-Систем». С 1996 по 1999 годы — председатель правления АКБ «Белорусский Биржевой Банк».
С 1990 по 2010 годы являлся также председателем Комитета по местным облигационным займам при Правлении открытого акционерного общества «Белбизнесбанк», председателем наблюдательного Совета закрытого акционерного общества «Инвест-Систем».
Владими Евтух скончался 7 апреля 2010 г. на 79-м году жизни в г. Минске. Похоронен на Восточном кладбище г. Минска.